# タレントID
タレントID（タレントアイディー、Talent Identification）とは、日本のスポーツ競技などにおいて、若年層の人材発掘・育成、およびそれを目的とした事業・プログラムである。
呼称はさまざまで、「タレント発掘・育成プロジェクト」のほか、略して「TID（ティー・アイ・ディー）」と呼ぶこともある。この場合の「タレント」とは「才能あるアスリートおよびその候補」を意味する。

## TIDが行われている日本国内スポーツ団体

### 日本ラグビーフットボール協会
毎年3月に強豪国へ海外遠征する高校日本代表チームは、年4回の「TIDユースキャンプ」を通じて選抜を行っている。
2011年（平成23年）から、タレント発掘・育成事業「タレントIDキャンプ」を開始。
2013年（平成25年）には、女子7人制ラグビー強化に向けて日本スポーツ振興センターの「ナショナルタレント発掘・育成プログラム（NTID）」（後述）で身長170cmを超える女子の発掘育成事業を行った。
2018年（平成30年）からは、体格や身体能力に優れた高校生世代のTIDとして「Bigman＆Fastman Camp」という副題をつけた合宿も始めた。
2021年（令和3年）から、高校生・大学生を対象とした、招待・募集による『女子15人制TID「Strong Girls」発掘プロジェクト』を開始。

### 日本スポーツ振興センター
オリンピックやパラリンピックを目指す未来のトップアスリートを発掘する。
2013年（平成25年）から2017年（平成29年）まで、「ナショナルタレント発掘・育成プログラム（NTID）」を実施した。
2017年からは、スポーツ庁、日本スポーツ協会（JSPO）、日本オリンピック委員会（JOC）、日本パラスポーツ協会日本パラリンピック委員会（JPSA/JPC）と連携、さらに全国のスポーツ団体と協働してワールドクラス・パスウェイ・ネットワーク（WPN）を構築し、事業名を「ジャパンライジング・スター・プロジェクト（J-STAR）」としている。

### 日本ミニフットボール協会
タレントIDプロジェクトで、12歳までの8人制サッカー選手を発掘する。